# Albergo Intergalattico Spaziale (album)
Albergo Intergalattico Spaziale è il primo album in studio del gruppo musicale italiano Albergo Intergalattico Spaziale, pubblicato nel 1978.

## Il disco
Album stampato privatamente nel 1978 ma registrato un paio d'anni prima, contiene musica basata interamente su tastiere, in uno stile simile a quello dei gruppi cosmici tedeschi o alcune delle sperimentazioni di Franco Battiato, con l'organo come strumento principale, accompagnato in alcuni brani dalla voce di Terra Di Benedetto.
Nella ristampa su CD del 1994 compare un brano in più, Himalaya.

## Tracce

### LP (1978, LDM, CT 001)
Lato A
Testi e musiche di Giacomo Di Martino e Terra Di Benedetto.
1. Live pistola – 7:58
2. Phasing – 2:31
3. Senza titolo – 2:30
4. Tastiera solo – 5:21

Durata totale: 18:20
Lato B
Testi e musiche di Giacomo Di Martino e Terra Di Benedetto.
1. Improvvisazione – 4:46
2. 4 tracce – 4:48
3. Variazione su "Angeli di solitudine" – 7:20
4. Sabbie vergini – 2:05

Durata totale: 18:59

## Formazione
- Giacomo (Mino) Di Martino – tastiere
- Edda (Terra) Di Benedetto – voce